# Калінга (провінція)
Калінга (ілоко: Probinsia ti Kalinga; філ.: Lalawigan ng Kalinga) — провінція Філіппін у Кордильєрському адміністративному регіоні на острові Лусон. Адміністративним центром є місто Табук. Калінга межує на півдні з Гірською провінцією, на заході — з провінцією Абра, на сході — з провінцією Ісабела, на південному сході — з провінцією Кагаян, на півночі — з провінцією Апаяо.

## Географія
Площа провінції становить 3 231,25 км2. Рельєф провінції гірський з переходом від гір до плоскогір'я із заходу на схід. Адміністративно поділяється на сім муніципалітетів та одне місто. Населення провінції згідно перепису 2015 року становило 212 680 осіб.
Сухий сезон триває з листопада по квітень, решту року - сезон дощів, найбільші зливи, зазвичай, трапляються з липня по жовтень.